# مطار غرداية - نوميرات مفدي زكريا
مطار غرداية - نوميرات مفدي زكريا (إياتا: GHA، إيكاو: DAUG) هو مطار دولي يقع في مدينة غرداية، سمي المطار بهذا الاسم نسبة للشاعر الجزائري مفدي زكريا، وقد وصل عدد المسافرين الذين استخدموا المطار في سنة 2017 إلى 203 85 مُسافر.

## الوجهات
| شركات الطيران           | الوجهات                                        |
| ----------------------- | ---------------------------------------------- |
| الخطوط الجوية الجزائرية | الجزائر، وهران، قسنطينة، إليزي، تمنراست، أدرار |

## حوادث
- في 28 يناير 2004 حوالى التاسعة مساء، طائرة بيتش كرافت 1900 التابعة لطيران الطاسيلي و المسجلة بـ (7T-VIN) كانت قادمة من مدينة حاسي الرمل ، حيث أقلعت عند 20:36 و بعد حوالي 20 دقيقة وصلت طائرة البيتش محاولة الهبوط لكن كانت هناك طائرة مازالت في المدرج و التي وصلت لتوها من مدينة جانت ، لكن قام الطيار بمناورة لتفادي الاصطدام، لامس الجناح الأيمن الأرض فتحطمت الطائرة .

نجا الركاب الخمس لكن مساعد الطيار توفي بعد يوم من الحادث جراء الإصابة.
- في 6 فبراير 2010 عند الساعة 4:48 طائرة الخطوط الجوية الغينية من نوع بوينغ 757 القادمة من مدينة أكرا ، غانا و المتجهة إلى مطار غاتويك لندن، بالمملكة المتحدة، كان بها 125 راكب و 8 من الطاقم قامت بهبوط اضطراري بسبب عطل في النظام الهيدروليكي، قامت طائرة أخرى بنقل المسافرين إلى وجهتم بينما أصلح العطل الذي أصاب الطائرة من طرف طاقم تقني.[3]